# Ziyad ibn Abihi
Ziyād ibn Abīhi (in arabo زياد بن أبيه‎?; Ta'if, 622 circa – Thawiyya, 673) governatore omayyade di Kūfa e poi anche di Baṣra.

## Biografia
Ziyād nacque a Ṭāʾif (città del Ḥijāz, nell'attuale Stato dell'Arabia Saudita), appartenente al gruppo tribale dei Banu Fuqaym ma di incerta paternità (da cui il nasab Ibn Abīhi), a causa della professione di prostituta della madre Sumayya.
Fin dall'epoca in cui Muʿāwiya b. Abī Sufyān era Wāli di Damasco, le doti di Ziyād (allora fervente sostenitore di ʿAlī b. Abī Ṭālib) lo avevano assai positivamente impressionato e per questo non aveva risparmiato alcuno sforzo per portare Ziyād dalla sua parte.
Quando nel 661 ʿAlī fu assassinato a Kufa, Muʿāwiya non tardò a proclamarsi califfo e già nel 662 inviò a Istakhr il suo fedele sostenitore al-Mughīra b. Shuʿba, suo governatore a Kūfa, per invitare Ziyād a raggiungerlo a Damasco.

Ziyād obbedì, a ciò spinto da un crudele stratagemma del califfo che, avendo fatto segretamente sequestrare i figli di Ziyād da Busr ibn Arṭāt, fece in modo di apparire il loro liberatore, restituendoli al padre che, estremamente grato, vide sotto una nuova e assai positiva luce il nuovo califfo.
Non contento di ciò, Muʿāwiya, nel 664, lo riconobbe sorprendentemente come fratello, affermando che suo padre Abū Sufyān aveva frequentato sessualmente Sumayya, facendole concepire per l'appunto Ziyād, che così, di diritto, poté essere chiamato col nasab assai più onorevole di Ibn Abī Sufyān. La vita di questi fu, da quel momento, indefettibilmente legata a quella di suo fratello "adottivo" che, nominandolo immediatamente suo governatore a Baṣra in sostituzione dell'omayyade ʿAbd Allāh. Con quella nomina il califfo si avvalse da quel momento in poi, con sua grande soddisfazione, degli eccellenti e leali servizi di amministratore e consigliere del "fratello adottivo".
Il primo atto di Ziyād a Baṣra fu quello di rivolgere al suo arrivo una khuṭba alla popolazione, dall'altro del minbar della moschea principale.
Con estrema chiarezza egli prometteva giustizia e riparazione per i torti subiti ma anche il massimo della severità per chi si fosse mostrato sleale verso la dinastia al potere, enunciando la legge del taglione prevista dalla legislazione islamica: 
e Ziyād ammonì:
(Morony, pp. 78-81)
Nel 670, al-Mughīra, Wāli di Kufa morì, vittima di un'epidemia di peste, e Muʿāwiya affidò il governatorato a Ziyād. Questi modificò il rudimentale impianto urbanistico del misr iracheno, trasformando i sette rudimentali distretti (a caratterizzazione etnica tribale) in veri e propri quartieri, sufficientemente autonomi e funzionali.

Ḥujr b. ʿAdī presto cominciò a contestare Ziyād che, senza esitare, lo mise in ceppi e lo spedì a Damasco dal califfo.
Ziyād pianificò anche la costruzione di grandi moschee, come simbolo del potere sovrano che egli rappresentava.
Nel 671, Ziyād inviò 50 000 famiglie arabe, di sentimenti alidi, nella lontana oasi iranica di Merv. La mossa, che nell'immediato rendeva più governabile Kufa (simpatizzante da sempre della causa di ʿAlī b. Abī Ṭālib), si dimostrerà alle lunghe errata. A Merv infatti, grazie ai matrimoni misti, la loro discendenza crescerà vistosamente, dando modo alla fine della prima metà dell'VIII secolo di far attecchire il messaggio anti-omayyade e filo-alide, che susciterà la cosiddetta "rivoluzione abbaside" che porterà al califfato la dinastia degli Abbasidi, discendente dello zio del Profeta, al-ʿAbbās b. ʿAbd al-Muṭṭalib.
Ziyād era assai ascoltato dal fratello califfo e fu la sua opposizione a far fallire sul momento il piano di quest'ultimo di dar vita a una discendenza familiare per il suo califfato. Solo dopo la sua morte ciò sarà infatti attuato da Muʿāwiya.
Ziyād morì nel 673 a Thawiyya, presso Kūfa, e Muʿāwiya nominò al suo posto il figlio ʿUbayd Allāh ibn Ziyād che, in fin dei conti, era suo "nipote adottivo". Anche ʿUbayd Allāh ibn Ziyād mostrerà un'adamantina fedeltà alla dinastia, di cui egli d'altronde faceva piena parte.
Nello Sciismo, ovviamente, la figura di Ziyād non gode di estimatori e ne viene tratteggiata negativamente la brutalità, particolarmente per il trattamento riservato a Ḥujr b. ʿAdī.